# Magnolia cubensis
Espèce
Statut de conservation UICN

 VU B2ab(iii,v) : Vulnérable
Magnolia cubensis est une espèce de plantes à fleurs de la famille des Magnoliacées. C'est un arbre endémique de Cuba.

## Description
C'est un arbre.

## Répartition et habitat
Cette espèce est endémique de Cuba. Elle pousse dans la forêt tropicale humide de montagne.

## Liste des sous-espèces et variétés
Selon World Checklist of Selected Plant Families (WCSP) (31 décembre 2013) :
- Magnolia cubensis Urb. (1899)
  - sous-espèce Magnolia cubensis subsp. acunae Imkhan. (1974)
  - sous-espèce Magnolia cubensis subsp. cacuminicola (Bisse) G.Klotz, Wiss. Z. Friedrich-Schiller-Univ. Jena (1980)
  - sous-espèce Magnolia cubensis subsp. cubensis
  - sous-espèce Magnolia cubensis subsp. turquinensis Imkhan. (1991)

Selon The Plant List (31 décembre 2013) :
- sous-espèce Magnolia cubensis subsp. acunae Imkhan.
- sous-espèce Magnolia cubensis subsp. cacuminicola (Bisse) G.Klotz
- sous-espèce Magnolia cubensis subsp. cubensis

Selon Tropicos (31 décembre 2013) (Attention liste brute contenant possiblement des synonymes) :
- sous-espèce Magnolia cubensis subsp. acunae Imkhan.
- sous-espèce Magnolia cubensis subsp. cacuminicola (Bisse) G. Klotz
- sous-espèce Magnolia cubensis subsp. cubensis
- sous-espèce Magnolia cubensis subsp. turquinensis Imkhan.
- variété Magnolia cubensis var. acunae Imkhan.
- variété Magnolia cubensis var. baracoensis Imkhan.